# Clayton (Ohio)
Clayton – miasto w Stanach Zjednoczonych, w stanie Ohio, w hrabstwie Montgomery.